# Mass trespass of Kinder Scout
Als Mass trespass of Kinder Scout (deutsch: Unerlaubte Massen-Betretung von Kinder Scout – das englische Wort trespass bezeichnet das Verletzen privater Besitzrechte) wurde eine Protestaktion am 24. April 1932 bekannt, bei der zahlreiche Wanderer ohne Erlaubnis das Bergplateau Kinder Scout bewanderten, um gegen das damals noch sehr restriktive Wegerecht im Vereinigten Königreich vorzugehen.

## Vorgeschichte
In England und Wales existiert kein allgemeines Betretungsrecht, sondern ein Netz öffentlicher Wegerechte, das neben den Straßen Verbindungsmöglichkeiten auch für Wanderer sowie Radfahrer und Reiter bereithält (zum Beispiel public footpaths und public bridleways). Dieses Netz hat sich über Jahrhunderte entwickelt, erlaubt aber das Betreten weiter Bereiche von England und Wales nur den Grundeigentümern.
1865 gründete sich die Commons Preservation Society (heute Open Spaces Society) mit dem Ziel der Öffnung von Wegen, Parks und Wäldern für die Öffentlichkeit, darunter schon früh Regent’s Park, Kew Gardens und Hampton Court Park. Ihre Erfolge entsprachen jedoch nicht den Erwartungen der Wandervereine, die sich zum Ende des 19. und verstärkt zu Beginn des 20. Jahrhunderts gebildet hatten und ein right to roam (das Recht – auf Privatland – zu wandern) nach dem Vorbild des Jedermannsrechtes forderten. In ihnen waren zumeist Vertreter der Arbeiterklasse sowie der wachsenden Anzahl von Arbeitslosen versammelt. Schätzungen zufolge gingen 1932 etwa 15.000 Arbeiter aus Manchester jeden Sonntag wandern.
Der Peak District, ein Hochland, das im Berg Kinder Scout mit 636 Metern seinen höchsten Punkt erreicht, liegt zwischen den Ballungsräumen von Manchester, Leeds und Sheffield und war damit ein Ziel für Wandergruppen aus diesen Städten. Von den rund 600 km² Fläche konnten jedoch nicht einmal 5 km², also weniger als 1 %, auf zwölf unterschiedlichen Wegen öffentlich genutzt werden, sodass auf diesen Strecken viele Wanderer unterwegs waren. Ein Verlassen der Wege führte zu Konflikten mit den Jagdaufsehern der Grundeigentümer. Eine Forderung der Wanderverbände war die Öffnung eines Weges zum Kinder Scout, wann immer das Land nicht genutzt wurde. Aufgrund schlechter Böden wurde der Peak District hauptsächlich zur Jagd genutzt, in der Gegend um Kinder Scout nur etwa ein Dutzend Tage im Jahr.

## Die Wanderung

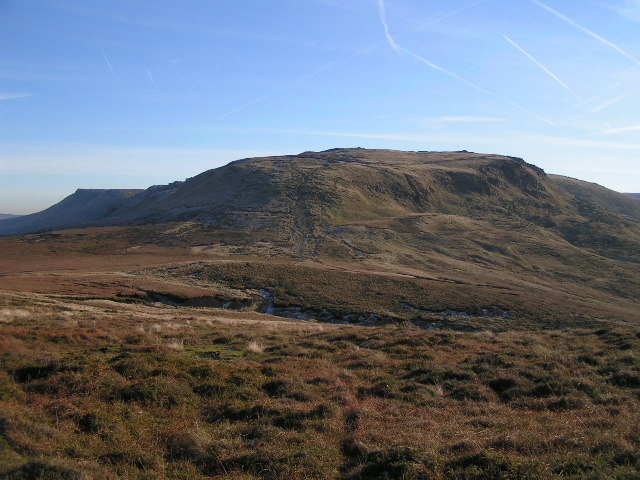
Kinder Scout von Nordwesten

Die Lancashire-Sektion der British Workers’ Sports Federation (BWSF), gegründet 1928 zur Organisation von Fußballspielen und dem Bau neuer Sportplätze, rief 1932 ihre zumeist der Kommunistischen Partei angehörenden Mitglieder auf, in einer großen Gruppe zum Kinder Scout zu wandern, nachdem es zu Ostern wieder Zwischenfälle mit Jagdaufsehern gegeben hatte und sich zudem keinerlei Fortschritte in den Gesprächen des offiziellen Wanderverbands, dem die BWSF nicht angehörte, hin zum right to roam gezeigt hatten. So zogen am Sonntag, den 24. April, über 400 Wanderer oberhalb der Ortschaft Hayfield im Westen des Kinder Scouts, „Die Internationale“ singend, los. Noch auf halber Strecke zum Berg kam es zu einem Handgemenge mit acht Wildhütern des Duke of Devonshire, bei dem ein Wildhüter am Knöchel verletzt wurde. Danach zog die Wandergruppe weiter und traf auf dem Berg auf eine Gruppe, die von der Ostseite des Berges gekommen war.
Auf dem Rückweg wurde die Gruppe aus Manchester zurück im Tal von der Polizei und Wildhütern aufgehalten. Fünf Wanderer wurden wegen Landfriedensbruch verhaftet, ein sechster war schon vorher verhaftet worden. Von den sechs Verhafteten, darunter der kommunistische Aktivist Benny Rothman (1911–2002), waren vier Arbeiter, einer arbeitslos und einer Student. Wegen Gewalttätigkeiten gegenüber den Wildhütern wurden fünf der sechs Verhafteten zu einer Gefängnisstrafe von zwei bis sechs Monaten verurteilt.

## Auswirkungen

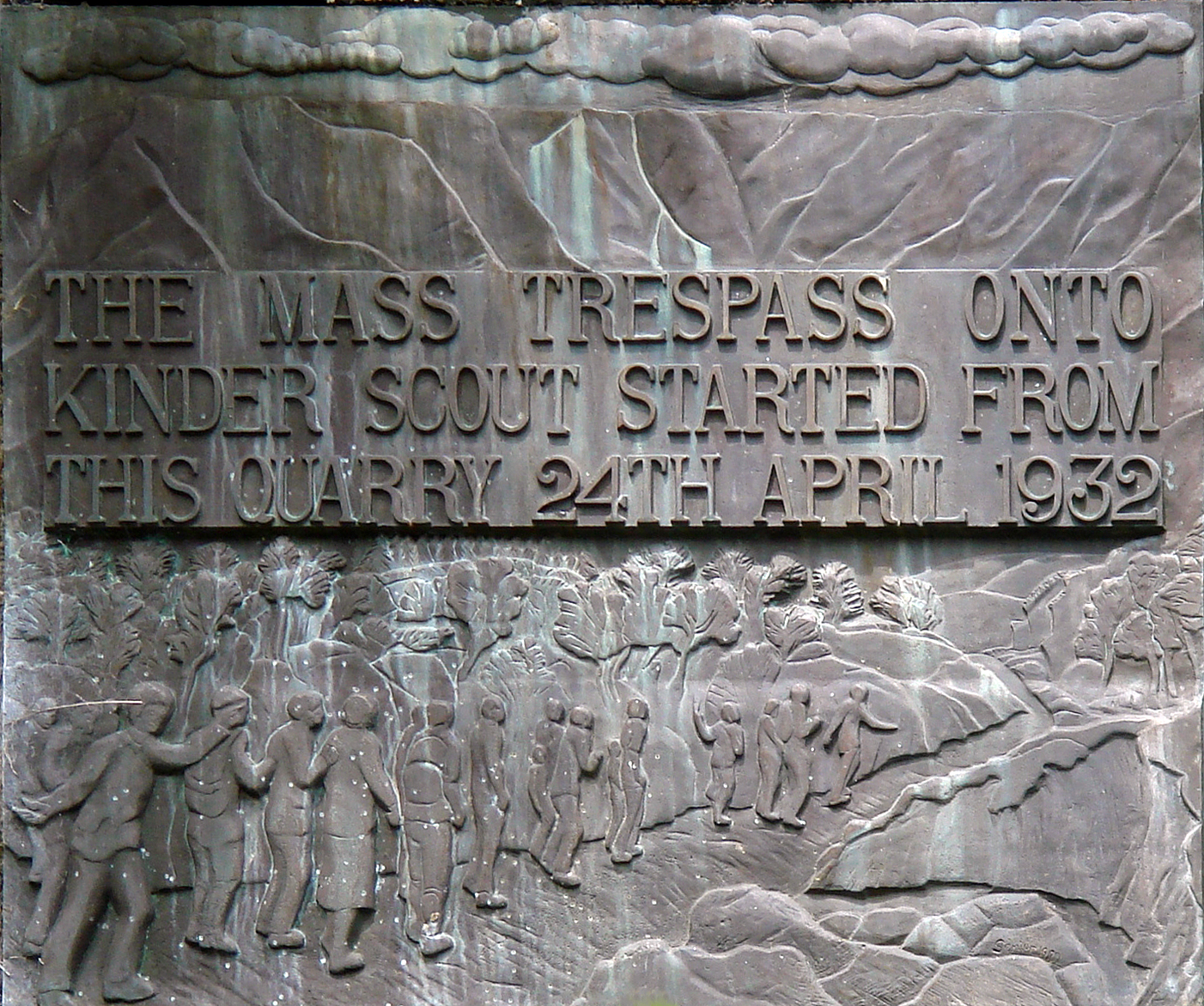
Gedenktafel

Wandervereine, die dem offiziellen Wanderverband angehörten, distanzierten sich von der Aktion der BWSF, da ihrem Verständnis nach das Wegerecht zu respektieren sei, und verurteilten sie scharf. Die Verurteilung der Wanderer führte andererseits zu einer Welle öffentlicher Sympathie mit den Zielen der Wanderbewegung.
Dies führte zum 1949 verabschiedeten National Parks and Access to the Countryside Act, der die Schaffung von Nationalparks und des öffentlichen Zugangs zum Ziel hatte. Als der Peak District 1951 zum ersten Nationalpark Englands erklärt wurde, wurde ein Jahr später auch der Zugang zum Kinder Scout freigegeben, zusammen mit etwa 60 % des Peak Districts. Am 30. November 2000 trat schließlich der Countryside and Rights of Way Act in Kraft, der das right to roam in vielen Hochland- und anderen nicht genutzten Gebieten von England und Wales erlaubt.
Zum 50. Jahrestags der Ereignisse wurde 1982 eine Gedenktafel am Startpunkt der Wanderung von Benny Rothman eingeweiht, zum 60. Jahrestag veröffentlichte der Vorsitzende des Wanderverbands ein Theaterstück dazu. Ewan MacColl und die Gruppe Chumbawamba schrieben jeweils ein Lied über die Vorgänge. Der 22 Kilometer lange „Trespass Trail“ folgt der alten Wanderroute.